# Maison de la culture d'Amiens
Pour les articles homonymes, voir MCA.
La maison de la culture d'Amiens (MCA) appelée familièrement la « MACU » par les Amiénois, est un pôle européen de création, de production et de diffusion artistiques et culturelles situé à Amiens. 
Elle propose depuis son ouverture des spectacles de théâtre et de danse, des concerts ainsi qu'une programmation de cinéma et des expositions d'art contemporain. 
Seule scène nationale de l'ancienne région administrative Picardie, elle ouvrit ses portes en 1965 et fut inaugurée le 19 mars 1966 par André Malraux. Durant la saison 2014/2015, elle a accueilli 55 400 spectateurs. Elle accueille en moyenne 120 000 personnes pour son activité artistique (spectacle vivant, cinéma, expositions, actions culturelles).

## Historique de la maison de la culture d'Amiens
L’idée des maisons de la culture s’inscrit dans le cadre de la décentralisation (IVe plan). Conçue par les architectes Pierre Sonrel, assisté de Jean Duthilleul et Marcel Gogois, la maison de la culture d'Amiens fut inaugurée le 19 mars 1966 par André Malraux, alors ministre des Affaires culturelles. 
Première maison de la culture à avoir été réalisée dans des locaux conçus à cet effet, son coût s'éleva à l'époque à 12 650 000 francs. La ville d'Amiens contribua au projet à hauteur de 3 000 000 francs tandis que l'État accorda la somme de 4 825 000 francs. Un emprunt de 4 825 000 francs dut être effectué. 
En 1989, le bâtiment vieillissant, le maire nouvellement élu Gilles de Robien prit la décision de le transformer. Les travaux, réalisés entre 1991 et 1993, se montèrent à 60 millions de francs. Les architectes Gilles Duez et Van Hoa Huu, associés à l'urbaniste Gilles Gaignard et au scénographe Igor Hilbert, transformèrent, modernisèrent et agrandirent le bâtiment existant. Sa structure initiale dessinait un ensemble aux lignes rectilignes, dominé par une tour de béton haute de 21 mètres. Lors de cette modernisation, les façades furent enveloppées d'une écharpe de verre bleu, leur donnant une rotondité nouvelle. Le rez-de-chaussée fut largement vitré et offre aujourd'hui la possibilité d'être traversé de part en part, selon que l'on souhaite rejoindre la rue Martin-Bleu-Dieu ou le parvis de la maison de la culture.
Depuis le 23 décembre 1999, une œuvre lumineuse et multicolore en fibre optique orne sa façade.  Elle fut réalisée dans le cadre du passage à l'an 2000 par l'artiste australien Warren Langley. Cette œuvre, Ode à Pianowski, rend hommage à Jules Verne et référence à son texte Amiens : Une ville idéale en l'An 2000. Dans ce dernier, Jules Verne imaginait un concert retransmis simultanément à Amiens, Londres, Vienne, Rome et Saint-Pétersbourg.
En 2005, la MCA est devenue un EPCC comprenant l'État et la communauté d'agglomération Amiens Métropole ; elle était jusqu'alors gérée par une association loi de 1901.
Le 27 février 2016 pour les 50 ans de la maison de la culture d’Amiens, la ministre de la Culture, Audrey Azoulay, prononce un discours au même pupitre qu'André Malraux lors de l'inauguration en mars 1966.

## Présentation

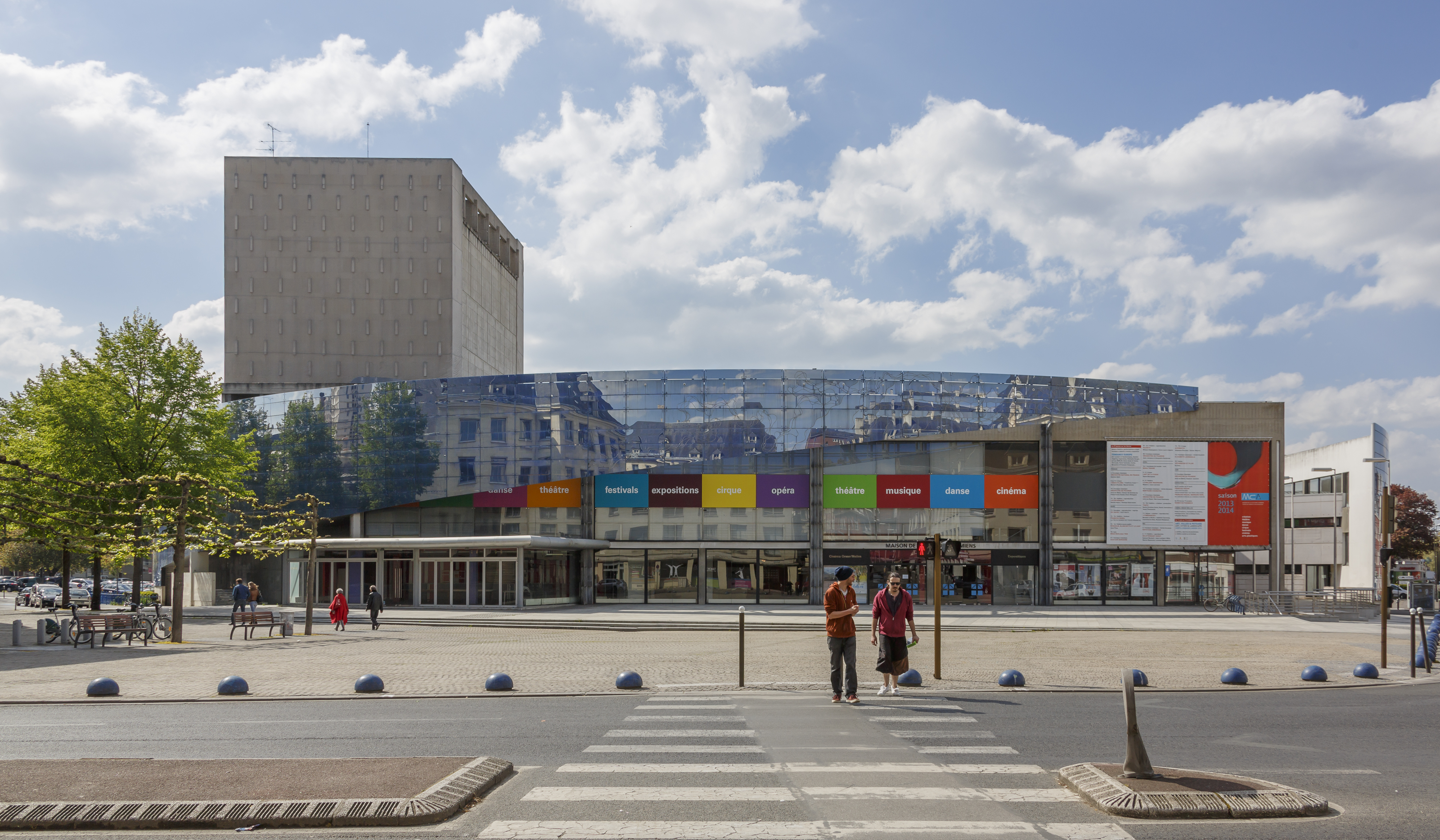
La maison de la culture d'Amiens, façade vers la place Léon-Gontier.

Lieu de création et de diffusion pluridisciplinaire, la MCA propose chaque année plus d’une soixantaine de spectacles de théâtre, musique et danse dans ses trois salles :
- le Grand Théâtre : 1 068 places ;
- le Petit Théâtre : 301 places ;
- le New Dreams : 120 places assises ou 300 places debout.

Un cinéma classé « art et essai », dit « cinéma Orson-Welles », de 180 places, des espaces d’expositions (hall Matisse et salle Giacometti), le studio Gil-Evans (studio d'enregistrement du Label Bleu) et des salles de répétition complètent l'offre culturelle. 
La brasserie de la maison de la culture d'Amiens, située au rez-de-chaussée, a été ajoutée au bâtiment historique lors des travaux de 1991. Elle est ouverte sur le parvis mais également accessible depuis l'intérieur du bâtiment. Le décor a été réalisé en 1993 par le designer Kristian Gavoille. Rouverte en 2017 après avoir connu différents gérants et des années de fermeture, l’ancien Café Gavoille, désormais brasserie Côté jardin, est maintenant gérée en direct par la maison de la culture. C'est une cafétéria et un salon de thé, un espace de lecture et un lieu d'expositions.
À l'étage, le Bar d'Entracte est ouvert pendant les entractes et après les spectacles. Anciennement équipé de mobilier signé Philippe Starck, il prolonge le Hall Matisse.
La maison de la culture d’Amiens gère le label de jazz et de musiques du monde Label Bleu et accueille chaque année le Festival international du film d'Amiens.
La maison de la culture d’Amiens organise également deux festivals : 
- le premier, Amiens Europe, est un rendez-vous annuel consacré à la création contemporaine et aux artistes européens émergents dans des domaines variés : théâtre, danse, musique, arts du cirque et arts plastiques ;
- le second, Amiens Tout-monde, réunit des artistes internationaux.

## Missions
En tant que scène nationale, les activités de la maison de la culture s'articulent autour de trois missions principales : création, diffusion et action culturelle. Dans cette logique, la MCA s'engage à soutenir la création contemporaine par la résidence d'artistes, la production, la création et la diffusion dans les domaines de la danse, de la musique, du théâtre, du cinéma ou encore des arts plastiques.
Cinquième subvention de l'État en région en 2012, la MCA est subventionnée par le ministère de la Culture et de la Communication, la DRAC Picardie, Amiens Métropole et la région Picardie. Elle a vocation à s’affirmer comme un lieu de production artistique de référence nationale mais aussi d’apporter sa collaboration aux initiatives culturelles locales qui lui seraient proposées.

## Pour approfondir